# Coppa d'Asia 2018 (calcio femminile)
La Coppa d'Asia femminile 2018, nota anche come 2018 AFC Women's Asian Cup, è stata la diciannovesima edizione della massima competizione asiatica di calcio femminile, organizzata con cadenza quadriennale dalla Asian Football Confederation (AFC). Il torneo, che nella sua fase finale ha visto confrontarsi otto nazionali, si è disputato in Giordania dal 6 al 20 aprile 2018.
Il torneo ha avuto valenza anche di qualificazione al campionato mondiale di Francia 2019. Le prime cinque classificate si sono qualificate direttamente, ovvero le quattro semifinaliste e la vincitrice dello spareggio tra le terze classificate nei due gironi.
Il torneo è stato vinto per la seconda volta consecutiva dal Giappone, che in finale ha superato l'Australia.

## Stadi
| Amman                       | Amman International Stadium King Abdullah II Stadium | Amman                    |
| Amman International Stadium | Amman International Stadium King Abdullah II Stadium | King Abdullah II Stadium |
| Capacità: 17 619            | Amman International Stadium King Abdullah II Stadium | Capacità: 13 000         |
|                             | Amman International Stadium King Abdullah II Stadium |                          |

## Qualificazioni
Al torneo sono ammesse direttamente senza passare attraverso le qualificazioni la Giordania, rappresentante del paese ospitante, e le nazionali classificatesi ai primi tre posti nell'edizione 2014, Giappone, Australia e Cina. Le restanti quattro squadre sono ammesse attraverso le qualificazioni, che si sono svolte dal 3 al 12 aprile 2017. Le 21 squadre partecipanti alle qualificazioni, inclusa la Giordania, sono state sorteggiate in quattro gironi, dei quali tre da cinque squadre e uno da sei. Le prime qualificate nei quattro gironi sono state ammesse alla fase finale del torneo.

## Squadre partecipanti
| Pr. | Squadra       | Data di qualificazione certa | Partecipante in quanto                                         | Ultima presenza |
| --- | ------------- | ---------------------------- | -------------------------------------------------------------- | --------------- |
| 1   | Giordania     | 4 settembre 2016             | Rappresentativa della nazione organizzatrice della fase finale | Vietnam 2014    |
| 2   | Giappone      | 20 gennaio 2017              | Campione dell'edizione 2014                                    | Vietnam 2014    |
| 3   | Australia     | 20 gennaio 2017              | Seconda nell'edizione 2014                                     | Vietnam 2014    |
| 4   | Cina          | 20 gennaio 2017              | Terza nell'edizione 2014                                       | Vietnam 2014    |
| 5   | Thailandia    | 7 aprile 2017                | Prima classificata nel girone C di qualificazione              | Vietnam 2014    |
| 6   | Corea del Sud | 11 aprile 2017               | Prima classificata nel girone B di qualificazione              | Vietnam 2014    |
| 7   | Vietnam       | 11 aprile 2017               | Prima classificata nel girone D di qualificazione              | Vietnam 2014    |
| 8   | Filippine     | 12 aprile 2017               | Seconda classificata nel girone A di qualificazione            | Thailandia 2003 |

## Fase a gruppi

### Gruppo A

#### Classifica
| Pos. | Squadra    | Pt | G | V | N | P | GF | GS | DR  |
| ---- | ---------- | -- | - | - | - | - | -- | -- | --- |
| 1.   | Cina       | 9  | 3 | 3 | 0 | 0 | 15 | 1  | +14 |
| 2.   | Thailandia | 6  | 3 | 2 | 0 | 1 | 9  | 6  | +3  |
| 3.   | Filippine  | 3  | 3 | 1 | 0 | 2 | 3  | 7  | -4  |
| 4.   | Giordania  | 0  | 3 | 0 | 0 | 3 | 3  | 16 | -13 |

#### Risultati
| Arbitro: | Kate Jacewicz |

|                                                |           |  |
| Song Duan 56’, 77’ Wang Shuang 63’ Li Ying 67’ | Marcatori |  |

| Arbitro: | Ri Hyang-ok |

|            |           |                             |
| Jbarah 15’ | Marcatori | 51’ (aut.) Khair 76’ Bolden |

| Arbitro: | Casey Reibelt |

|  |           |                             |
|  | Marcatori | 17’, 57’ Li Ying 31’ Ma Jun |

| Arbitro: | Yoshimi Yamashita |

|                                                                      |           |             |
| Suchawadee 1’, 69’ Taneekarn 6’ Silawan 39’ Kanjana 41’ Pitsamai 90’ | Marcatori | 43’ Jebreen |

| Arbitro: | Công Thi Dựng |

|                |           |                                                                                                 |
| Abu-Sabbah 17’ | Marcatori | 14’, 53’, 84’ Wang Shuang 41’ (aut.) Khair 51’ Song Duan 60’, 72’ (rig.) Li Ying 86’ Tang Jiali |

| Arbitro: | Oh Hyeon-jeong |

|                                     |           |             |
| Kanjana 28’, 53’ (rig.) Silawan 62’ | Marcatori | 90+3’ Shugg |

### Gruppo B

#### Classifica
| Pos. | Squadra       | Pt | G | V | N | P | GF | GS | DR  |
| ---- | ------------- | -- | - | - | - | - | -- | -- | --- |
| 1.   | Australia     | 5  | 3 | 1 | 2 | 0 | 9  | 1  | +8  |
| 2.   | Giappone      | 5  | 3 | 1 | 2 | 0 | 5  | 1  | +4  |
| 3.   | Corea del Sud | 5  | 3 | 1 | 2 | 0 | 4  | 0  | +4  |
| 4.   | Vietnam       | 0  | 3 | 0 | 0 | 3 | 0  | 16 | -16 |

#### Risultati
| Arbitro: | Thein Thein Aye |

|                                                  |           |  |
| Yokoyama 3’ Nakajima 17’ Iwabuchi 57’ Tanaka 66’ | Marcatori |  |

| Amman 7 aprile 2018, ore 20:00 EEST | Australia | 0 – 0 referto | Corea del Sud | King Abdullah II Stadium\| Arbitro: \| Qin Liang \| |
| Arbitro:                            | Qin Liang |               |               |                                                     |

| Amman 10 aprile 2018, ore 16:45 EEST | Corea del Sud | 0 – 0 referto | Giappone | Amman International Stadium\| Arbitro: \| Qin Liang \| |
| Arbitro:                             | Qin Liang     |               |          |                                                        |

| Arbitro: | Edita Mirabidova |

|  |           |                                                                                        |
|  | Marcatori | 8’ Simon 18’ Kennedy 21’ Logarzo 28’ van Egmond 44’, 51’ Kerr 71’ (aut.) Dung 75’ Raso |

| Arbitro: | Ri Hyang-ok |

|               |           |          |
| Sakaguchi 63’ | Marcatori | 86’ Kerr |

| Arbitro: | Mahsa Ghorbani |

|                                                     |           |  |
| Cho So-hyun 14’ Lee Geum-min 38’ Lee Min-a 49’, 73’ | Marcatori |  |

## Fase a eliminazione diretta

### Tabellone
|  | Semifinali | Semifinali      | Semifinali |           |          | Finale          | Finale          | Finale          |  |
|  |            |                 |            |           |          |                 |                 |                 |  |
|  | 1A         | Cina            | 1          |           |          |                 |                 |                 |  |
|  | 1A         | Cina            | 1          |           |          |                 |                 |                 |  |
|  | 2B         | Giappone        | 3          |           |          |                 |                 |                 |  |
|  | 2B         | Giappone        | 3          |           | Giappone | Giappone        | 1               |                 |  |
|  |            |                 |            |           | Giappone | Giappone        | 1               |                 |  |
|  |            |                 | Australia  | Australia | 0        |                 |                 |                 |  |
|  | 1B         | Australia (dtr) | Australia  | Australia | 0        | 2 (3)           |                 |                 |  |
|  | 1B         | Australia (dtr) |            |           |          | 2 (3)           |                 |                 |  |
|  | 2A         | Thailandia      | 2 (1)      |           |          | Finale 3º posto | Finale 3º posto | Finale 3º posto |  |
|  | 2A         | Thailandia      | 2 (1)      |           |          |                 |                 |                 |  |
|  |            |                 |            |           |          |                 |                 |                 |  |
|  |            |                 |            |           |          | Cina            | Cina            | 3               |  |
|  |            |                 |            |           |          | Cina            | Cina            | 3               |  |
|  |            |                 |            |           |          | Thailandia      | Thailandia      | 1               |  |

### Finale quinto posto
La vincente dello spareggio tra le terze classificate nei due gironi viene ammessa al campionato mondiale femminile di calcio 2019.
| Arbitro: | Casey Reibelt |

|  |           |                                                                              |
|  | Marcatori | 34’ Jang Sel-gi 45+3’ Lee Min-a 56’ Lim Seon-joo 66’, 84’ (rig.) Cho So-hyun |

### Semifinali
| Arbitro: | Edita Mirabidova |

|                                                |                      |                               |
| Kanjanaporn 17’ (aut.) Kennedy 90+1’           | Marcatori            | 20’ Kanjana 63’ Rattikan      |
| van Egmond Kellond-Knight De Vanna Catley Kerr | Tiri di rigore 3 – 1 | Ainon Sunisa Silawan Pitsamai |

| Arbitro: | Ri Hyang-ok |

|                    |           |                                       |
| Li Ying 90’ (rig.) | Marcatori | 39’ Iwabuchi 85’, 88’ (rig.) Yokoyama |

### Finale terzo posto
| Arbitro: | Yoshimi Yamashita |

|                                             |           |                 |
| Li Ying 51’ Wang Shanshan 56’ Song Duan 61’ | Marcatori | 81’ Thongsombut |

### Finale
| Arbitro: | Ri Hyang-ok |

|              |           |  |
| Yokoyama 84’ | Marcatori |  |

## Statistiche

### Classifica marcatrici
7 reti
- Li Ying (2 rig.)

4 reti
- Song Duan
- Wang Shuang

- Kumi Yokoyama (1 rig.)

- Kanjana Sungngoen (1 rig.)

3 reti
- Samantha Kerr

- Cho So-hyun (1 rig.)

- Lee Min-a

2 reti
- Alanna Kennedy
- Mana Iwabuchi

- Rattikan Thongsombut
- Silawan Intamee

- Suchawadee Nildhamrong

1 rete
- Chloe Logarzo
- Hayley Raso
- Kyah Simon
- Emily van Egmond
- Ma Jun
- Tang Jiali
- Wang Shanshan

- Jang Sel-gi
- Lee Geum-min
- Lim Seon-joo
- Sarina Bolden
- Jesse Shugg
- Emi Nakajima
- Mizuho Sakaguchi

- Mina Tanaka
- Sarah Abu-Sabbah
- Maysa Jbarah
- Shahnaz Jebreen
- Pitsamai Sornsai
- Taneekarn Dangda

autoreti
- Yasmeen Khair (1 pro Cina e 1 pro Filippine)
- Kanjanaporn Saengkoon (1 pro Australia)
- Nguyễn Thị Tuyết Dung (1 pro Australia)